# Ray Vega
Raymond „Ray“ Vega (* 3. April 1961 in New York City) ist ein US-amerikanischer Jazztrompeter (auch Flügelhorn, Güira, Perkussion).

## Leben und Wirken
Vega, der in der South Bronx aufwuchs, erlebte mit zwölf Jahren ein Konzert von Machito und seinem Orchester im New Yorker Central Park, was ihn bewog, Saxophon zu spielen. Da im Musik-Programm dieses Instrument nicht frei war, musste er zur Trompete wechseln. Kurz darauf hatte er Unterricht bei Jerry Gonzales. Vega spielte dann ab 1986 in den Orchestern von Luis „Perico“ Ortiz, Mongo Santamaría, Tito Puente, Ray Barretto, Chris Washburne and The Syotos Band und in The Bronx Horns (um Bobby Porcelli); außerdem wirkte er bei Aufnahmen von Phillip Johnston (Music for Films), Dave Valentin, Conrad Herwig, Joe Henderson (Big Band, 1996), Pete Escovedo, Nicholas Payton, Harvie Swartz, Poncho Sanchez, Karolina Strassmayer, Dave Samuels, Steve Turre und Audrey Bernstein mit.
1996 nahm Vega ein selbstbetiteltes Debütalbum auf, gefolgt von Boperation (Concord Picante (1999)), u. a. mit Joe Locke als Gastmusiker. 2001 folgte Pa'lante, mit Bobby Porcelli, Igor Atalita (Piano), Boris Kozlov (Bass), Willie Martinez (Schlagzeug) und Wilson „Chembo“ Corniel (Percussion).
Im Bereich des Jazz war er zwischen 1986 und 2015 an 67 Aufnahmesessions beteiligt. Vega unterrichtet an der University of Vermont und ist Mitglied des Bronx Council of the Arts.

## Diskographische Hinweise
- Squeeze Squeeze (Palmetto), mit Bobby Porcelli, Igor Atalita, Gregg August, Adam Weber, Wilson „Chembo“ Corniel
- Ray Vega & Thomas Marriott: East-West Trumpet Summit (Origin Records, 2009), mit Travis Shook, Jeff Johnson, Matt Jorgensen
- Chapter Two (Truth Revolution, 2013), mit George Colligan, Phil Sparks, Matt Jorgensen
- Ray Vega & Thomas Marriott: Return of the East-West Trumpet Summit (Origin, 2014), mit George Colligan,  Matt Jorgensen